# Nabat
I Nabat sono un gruppo musicale Oi! Skinhead nato a Bologna nel 1979, agli esordi ufficialmente "apolitico" (attributo che nelle comunità skinhead non significava "disimpegnato", ma semplicemente non affiliato ad una precisa fazione politica), con forti tendenze anarchiche. Spesso nei primi anni si definirono "nichilisti" (nell'accezione dell'anarco-nichilismo russo a cavallo tra XIX e XX secolo).

## Storia del gruppo

### Gli esordi e i primi scioglimenti (1979-1987; 1995-1998)
I Nabat, che devono il loro nome alla federazione anarchica ucraina "Campane a stormo" (in russo, nabat) si formarono nel 1979 dall'incontro di Steno (voce), allora appena fuoriuscito dai RAF Punk, Stiv (chitarra), Giulio (basso) e Davide (batteria).
Nel 1981 registrarono il loro primo split su cassetta con i Rip Off.
Si sciolsero una prima volta nel 1987 in seguito ad un periodo di crisi della scena skinhead italiana di cui erano i principali animatori tramite i raduni Oi! da essi organizzati e la propria etichetta C.A.S. Records. In seguito allo scioglimento il chitarrista Stiv entrò a far parte degli inglesi Skrewdriver.
In seguito alla morte del loro manager Tiziano Ansaldi, anche redattore della rivista skinhead Working Class Kids, tornarono in attività nel 1995 per una serie di concerti di beneficenza per la madre di Ansaldi, ed infine si sciolsero nel 1998.

### I side project e la reunion (2007-presente)
Alcuni anni dopo lo scioglimento, Steno ha ripreso a fare musica con un nuovo gruppo di musicisti che ha preso il nome Laida Bologna Crew proprio dalla canzone simbolo dei Nabat. Altri ex-componenti del gruppo sono confluiti nel gruppo punk rock The Stab, le cui sonorità ricordano sia i Clash che il classico Oi! italiano e inglese.
Nel 2006 la Laida Bologna Crew si scioglie e Steno decide di riformare ufficialmente i Nabat mantenendo il bassista della Laida Bologna Crew e contattando tre membri degli Uguaglianza, giovane band ligure di cui Steno ha prodotto il primo album nel 2005.
Nel 2010 il rientro del chitarrista Riccardo Pedrini (nel frattempo divenuto scrittore e membro del collettivo Wu Ming con lo pseudonimo "Wu Ming 5" e successivamente militante nella sezione musicale del collettivo chiamata Wu Ming Contingent) ha fatto parlare di una vera e propria "reunion" del gruppo originario.
Nel 2013, dopo 17 anni di assenza dagli studi di registrazione, incidono un omonimo EP dei Nabat edito Ansaldi Records su vinile 7", pubblicando tre brani inediti registrati ai West Link studios di Pisa con Alessandro Paolucci e Alessandro Sportelli.
Nel 2014 esce uno split tape con il gruppo oi! romano Colonna Infame Skinhead contenente due tracce, una inedita, l'altra contenuta nell'EP precedente.
Nel 2015 entra a far parte del gruppo il chitarrista Marco Farini, mentre nel 2017 avviene un cambio di formazione che prevede il rientro dello storico batterista Marco "Uiui" Barbieri, presente in diversi EP ed album della band tra cui: Scenderemo nelle strade, Laida Bologna e Un altro giorno di gloria.
Nel 2018 esce il loro terzo album Banda randagia edito da C.A.S. Records e Ansaldi Records, contenente 11 brani inediti.
Nel 2020 esce uno split intitolato Resta ribelle prodotto dall'etichetta viterbese Tufo Records, con il gruppo hardcore punk romano No More Lies e copertina a cura del fumettista italiano Zerocalcare.

## Formazione attuale
- Stefano "Steno" Cimato – voce
- Marco Farini – chitarra
- Iuri Panzacchi – basso
- Leonardo Calamiello – batteria

## Discografia

### Album in studio
- 1985 – Un altro giorno di gloria
- 1996 – Nati per niente
- 2018 – Banda randagia

### Album dal vivo
- 1994 – Live alla Morara

### EP
- 1981 – Scenderemo nelle strade
- 1984 – Laida Bologna
- 2013 – Nabat EP

### Split
- 1981 – Nabat/Rip Off
- 2014 – Ti sei fermato ad ascoltare???
- 2020 – Resta ribelle

### Raccolte
- 2000 – Nabat Early Years
- 2007 – Archivio Vol. 1
- 2009 – Archivio Vol. 2

### Apparizioni in compilation
- 1983 – Skins e Punks = T.N.T.
- 1985 – Quelli che urlano ancora
- 1987 – Chaos en Europe
- 1991 – Spirit of 69
- 1994 – Oi! Against Silvio
- 1996 – Oi! Against the Racism
- 1998 – Killed by Italian Skinhead
- 2019 – Caos in Italia
- 2024 – Quale destino per noi? 20 years later
- 2024 –  Aprite le porte...